# 삼극위원회

삼극위원회의 로고

삼극위원회(三極委員會, 영어: Trilateral Commission)는 북미, 유럽, 아시아의 엘리트들이 국제 정세를 논하는 회의로 1973년 존 데이비슨 록펠러의 손자인 데이비드 록펠러가 즈비그뉴 브레진스키와 함께 만들었다.
삼극위원회는 ‘삼극주의(trilateralism)’를 내세운다. 이는 미국-유럽-일본의 삼극 체제로 제2세계와 제3세계의 도전을 막고 세계적 자본주의 경제 체제를 유지하겠다는 정책이다. 삼극위원회의 가장 큰 목적 중 하나는 다국적 기업이 안심하고 활동할 수 있게끔 세계의 정치 및 경제적 상황을 조성하는 일이다. 그러한 목적을 달성하기 위해 제1세계는 제3세계와 대결을 벌이기보다는 타협을 해야 한다는 결론을 도출했다. 삼극주의는 근본적으로 세계경제가 하나의 체제로 통합되는 것이 그렇지 않은 것보다 훨씬 낫다는 가정 위에 기초한다. 삼극위원회가 추구하는 세계구도는 곧 다국적 기업이라는 창구를 통해서만 본 새로운 경제 식민지주의의 이데올로기 구성에 지나지 않는다는 비판을 받는다. 이런 비판에도 불구하고 삼극위원회 회원이었던 지미 카터가 제39대 대통령으로 취임하면서 삼극주의는 미국 대외정책의 기본 방침으로 격상되었다. 삼극위원회의 영향력은 카터 행정부에만 국한되지 않았다. 1980년 대선 시 공화당의 주요 후보 중 조지 H. W. 부시와 존 앤더슨도 삼극위원회 출신이었다.
처음에는 미국·일본·서유럽 출신 인사만으로 제한되었지만, 2000년대 들어서 중국, 인도, 한국 등 신흥국가 출신 엘리트들도 서서히 참가하기 시작했다. 역시 모든 회의 내용은 비밀이나 국제적 문제들을 공동 연구 및 토의하고 각국의 지도자들에게 정책을 제안하는 역할을 수행한다고 알려져 있다. 이 회의는 영미권이 주축인 빌데르베르흐 회의와는 달리 아시아 출신 인사들도 받아준다는 점에서 차이점이 있다.

## 구성
크게 '유럽 그룹'(European Group)과 '북아메리카 그룹'(North American Group) 그리고 '태평양 아시아 그룹'(Pacific Asian Group)으로 구성되어 있다.

## 회원국

### 유럽 그룹
- 그리스
- 네덜란드
- 노르웨이
- 덴마크
- 독일
- 루마니아
- 룩셈부르크
- 벨기에
- 불가리아
- 세르비아
- 스웨덴
- 스페인
- 슬로바키아
- 슬로베니아
- 아일랜드
- 에스토니아
- 영국
- 오스트리아
- 이탈리아
- 체코
- 크로아티아
- 키프로스
- 포르투갈
- 폴란드
- 프랑스
- 핀란드
- 헝가리

### 북아메리카 그룹
- 멕시코
- 미국
- 캐나다

### 태평양 아시아 그룹
- 뉴질랜드
- 대한민국
- 말레이시아
- 싱가포르
- 오스트레일리아
- 인도
- 인도네시아
- 일본
- 중국
- 태국
- 필리핀

## 삼극위원회 회의 개최지
1973년부터 시작해 연 1회 개최된다. 2013년 이후의 개최지는 다음과 같다.
- 2013년 도쿄,  일본
- 2014년 베를린,  독일
- 2015년 서울,  대한민국

## 같이 보기
- G0 세계(영어판)
  - 이언 브레머(영어판)
  - 데이빗 고든(영어판)
- 극화 (국제외교)(영어판)
  - 무극체제(non-polarity, G0) - 미국의 파리협약 탈퇴후
  - 단극체제(uni-polarity, G1) - '세계경찰'로서의 미국(소련붕괴후와 중국급부상전 사이)
  - 양극체제(bi-polarity, G2) - 미국 VS 소련 & 미국 VS 중국
  - 다극체제(multi-polarity, G20)
- 빌데르베르흐 회의
- 그림자 정부
- 프리메이슨
- 여시재
- 풍산 (기업)
- 전략국제연구센터(CSIS)
- 그레이트 리셋(Great Reset)
- 리셋코리아(Reset Korea) - 2017년 1월 중앙일보·JTBC가 설립한 국가 개혁 프로젝트
- 전국경제인연합회(전경련)
- 삼성글로벌리서치(SGRI, 구명칭 삼성경제연구소/SERI)
- 문화막시즘(문화마르크스주의) & 정치적 올바름(PC)
- 신자유주의
- 다문화주의
- 군산복합체(MIC)
- 대한민국의 뉴라이트
- IOM이민정책연구원
- 국제이주기구(IOM)
- 일본재단 & 일본회의